# Sukarukun
Sukarukun is een bestuurslaag in het regentschap Bekasi van de provincie West-Java, Indonesië. Sukarukun telt 11.820 inwoners (volkstelling 2010).